# Río Kizilirmak

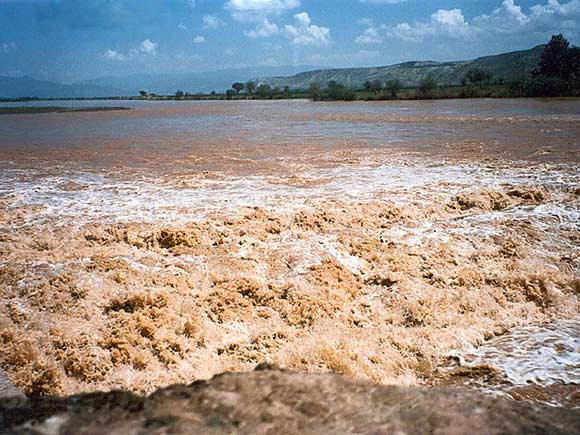
İskilip, Dedesli.

El río Kizilirmak (en turco: Kızılırmak, pronunciado /kɯzɯɫɯɾmak/ que significa «río rojo») es el río más largo de Turquía y una importante fuente de energía hidroeléctrica. A lo largo de la historia ha sido conocido por varios nombres entre los que destacan Maraššantiya en hitita y Ἁλυς Halis en griego.

## Geografía
El Kizilirmak nace en el monte Kızıldağ en la provincia de Sivas (39°48′N 38°18′E / 39.8, 38.3) y recorre la meseta Anatolia durante 1150 kilómetros y desemboca en el mar Negro en el Cabo de Bafra (41°43′N 35°57′E / 41.72, 35.95) al oeste de Samsun. Su trayectoria le lleva primero al suroeste y luego al noroeste para acabar en el norte de Turquía, donde recibe su principal afluente, el Delice.
El 15 de abril de 1998, 21.700 hectáreas del delta del río (Kizilirmak Deltasi), en la provincia de Samsun, fueron declaradas Sitio Ramsar (n.º 942).

## Historia
Durante la antigüedad destacó como el río principal de los hititas, cerca de su capital Hattusa. El territorio delimitado por el río recibía el nombre de Hatti y se consideraba el núcleo del imperio hitita. En la antigüedad clásica sirvió como frontera entre Lidia y Media, hasta que en 547 a. C., en la batalla del río Halis, Ciro II el Grande venció a Creso y anexionó Lidia al Imperio aqueménida. También se consideraba la frontera entre Asia Menor y el resto de Asia y, más tarde, entre Paflagonia al oeste y el Ponto al este.